# قائمة سفراء ماليزيا في مصر
سفير ماليزيا لدى جمهورية مصر العربية هو رئيس البعثة الدبلوماسية الماليزية لدى مصر. ويحمل المنصب رتبة ومكانة سفير فوق العادة ومفوض ومقره في سفارة ماليزيا بالقاهرة .

## قائمة رؤساء البعثات

### قائمة سفراء ماليزيا في مصر
| السفير                      | بداية فترة  | نهاية فترة  |
| --------------------------- | ----------- | ----------- |
| محمد غزالي جاوي             | 1960        | 1963        |
| تونكو جعفر تونكو عبد الرحمن | 1963        | 1965        |
| يعقوب عبد اللطيف            | سبتمبر 1965 | أكتوبر 1967 |
| عبد الرحمن طالب             | يناير 1968  | أكتوبر 1968 |
| عبد الحميد جومات            | يناير 1969  | نوفمبر 1970 |
| عبد خالد أوانغ عثمان        | يناير 1971  | مارس 1974   |
| شاهودين محد طيب             | مايو 1974   | ديسمبر 1977 |
| حسن عدل بن أرساد            | نوفمبر 1978 | أكتوبر 1981 |
| عبد الله زاوى محمد          | أكتوبر 1982 | مارس 1986   |
| راجا مانسور راجا رازمان     | يناير 1987  | 1991        |
| زينال عزمان زينال عابدين    | نوفمبر 1991 | نوفمبر 1995 |
| عبد الرحمن بن رحيم          | يونيو 1996  | نوفمبر 1997 |
| (م.ن.عزمن)                  | مارس 1998   | يناير 2001  |
| أبو بكر داود                | فبراير 2001 | يونيو 2004  |
| زينال أبدين أب كادير        | مايو 2005   | مايو 2009   |
| محد فخرودين عبد المكتي      | يوليو 2009  | 2013        |
| كوفار كوفار شاري            | سبتمبر 2013 |             |
| محمود حنيف عبد الرحمن       | 2018        | شاغل المنصب |
| زماني اسماعيل               | أكتوبر 2021 |             |

## أنظر أيضاً
- العلاقات المصرية الماليزية